# Büchi Labortechnik
Die Büchi Labortechnik AG ist ein Schweizer Hersteller bzw. Anbieter von Laborgeräten für Forschung und Entwicklung, Qualitätssicherung und Produktion mit Hauptsitz in Flawil.
Die Produktepalette für die analytische Chemie umfasst beispielsweise NIR-Spektrometer, Titratoren, Wasserdampfdestillationsapparaturen, Lösungsmittelextraktionssysteme, Verdampfer, Sprühtrockner und Gefriertrockner.

## Unternehmen
Das Unternehmen beschäftigt weltweit 750 Mitarbeitende. Mit Stand 2013 lag der Jahresumsatz bei über 100 Mio. CHF. Präsidentin des Verwaltungsrats ist Madeleine Stöckli Müller. Die Büchi Labortechnik AG ist nicht zu verwechseln mit der Büchi AG (büchiglasuster), einem Hersteller bzw. Anbieter von Reaktorsystemen mit Sitz in Uster.

## Geschichte
Die Firma wurde 1939 von Walter Büchi in Heerbrugg gegründet. Drei Jahre später erfolgte der Umzug nach Flawil. Büchi Labortechnik hat 1957 den ersten kommerziellen Rotationsverdampfer hergestellt. Diese werden bis heute unter dem Handelsnamen Rotavapor vertrieben.
Seit 2013 betreibt das Unternehmen einen Produktionsstandort für Glas in Indien.
Als Firmenlogo wurde eine stilisierte Dosenlibelle gewählt.

## Auszeichnungen
- 2022: Export Award der Switzerland Global Enterprise[6]